# آتش‌های کوچک در همه جا (مینی‌سریال)
آتش‌های کوچک در همه جا (انگلیسی: Little Fires Everywhere) یک مینی سریال درام آمریکایی محصول هولو و براساس رمانی به همین نام نوشتهٔ سلستی انجی ساخته شده‌است. این سریال در ۱۸ مارس ۲۰۲۰ در طی ۸ قسمت روی آنتن رفت. ریس ویترسپون و کری واشینگتن علاوه بر بازی در این مجموعه، تهیه‌کنندگان اجرایی نیز بودند. به علاوه لیز تایگلار، لارن نویستاتر و پیلار ساون از دیگر ستارگان آن هستند. ماجرای این اثر در دهه ۱۹۹۰ و حومه کلیولند رخ می‌دهد و ویترسپون و واشینگتن نقش مادرانی از خاستگاه‌های اجتماعی-اقتصادی متفاوت را بازی می‌کنند.

## داستان
آتش‌های کوچک در همه جا سرنوشت درهم آمیخته خانواده به ظاهر خوشبخت ریچاردسون و یک مادر و دختر مرموز را روایت می‌کند. این داستان، رازها، ذات هنر و هویت و فشار سنگین مادری را کاوش می‌کند و نشان می‌دهد که اطاعت از قانون همواره منجر به دفع بلا نمی‌شود.

## بازیگران

### اصلی
- ریس ویترسپون در نقش الینا ریچاردسون؛ روزنامه‌نگار و صاحب خانه و مادر چهار نوجوان
- کری واشینگتن در نقش میا ورن؛ هنرمندی بااستعداد که بصورت نیمه وقت پیشخدمتی می‌کند
- جاشوا جکسون در نقش بیل ریچاردسون؛ شوهر الینا و وکیل
- رزماری دویت در نقش لیندا مک کولا؛ دوست کودکی الینا
- جید پتی جان در نقش لکسی ریچاردسون؛ بزرگترین دختر الینا و بیل، دانش آموز اول کلاس
- لکسی آندروود در نقش پیرل ورن؛ دختر میا، دانش آموزی مستعد و شاعر
- مگان استات در نقش ایزی ریچاردسون؛ کوچکترین دختر الینا و بیل و گاو پیشانی سفید خانواده
- گوین لوییس در نقش مودی ریچاردسون؛ پسر کوچک تر الینا و بیل
- جوردن الساس در نقش تریپ ریچاردسون؛ پسر بزرگ‌تر الینا و بیلا؛ پسری محبوب

### فرعی
- استیوانتی هارت در نقش برایان هارلینز؛ دوست پسر لکسی
- پاول ین در نقش اسکات
- هوانگ لو در نقش ببی چاو
- جف استالتس در نقش مارک مک کولا؛ شوهر لیندا
- جیمی ری نیومن در نقش الیزابت منویل
- اوبا باباتونده در نقش جورج رایت
- ملانی نیکولاس-کینگ در نقش رجینا رایت[۳]
- جسی ویلیامز در نقش جو رایان
- ساریتا چودری در نقش آنیتا ریس
- آستین بیسیس در نقش مدیر پیترز
- بایرون من در نقش اد لن

## قسمت‌ها
| شم. | عنوان          | کارگردان        | نویسنده        | تاریخ پخش اصلی |
| --- | -------------- | --------------- | -------------- | -------------- |
| ۱   | «جرقه»         | لین شلتون       | لیز تایگلار    | ۱۸ مارس ۲۰۲۰   |
| ۲   | «اولاد و همه»  | مایکل ویور      | نانسی وان      | ۱۸ مارس ۲۰۲۰   |
| ۳   | «هفتاد سنت»    | مایکل ویور      | راملا محمد     | ۱۸ مارس ۲۰۲۰   |
| ۴   | «تار عنکبوت»   | لین شلتون       | آتیکا لاک      | ۲۵ مارس ۲۰۲۰   |
| ۵   | «دوتایی»       | لین شلتون       | رزا هندلمن     | ۱ آوریل ۲۰۲۰   |
| ۶   | «غیرطبیعی»     | انزینگا استوارت | شانون هاوستون  | ۸ آوریل ۲۰۲۰   |
| ۷   | «عالی»         | انزینگا استوارت | هریس دانو      | ۱۵ آوریل ۲۰۲۰  |
| ۸   | «راهی پیدا کن» | لین شلتون       | ایمی تاکینگتون | ۲۲ آوریل ۲۰۲۰  |